# Karen Black
Karen Black (født Karen Blanche Ziegler; 1. juli 1939, død 8. august 2013) var en amerikansk skuespiller, sanger, komponist, sangskriver og manuskriptforfatter.
Blacks gennembrud var filmen Easy Rider  i 1969. Så lavede hun en Oscar-nominerede præstation i Five Easy Pieces fra 1970 og medvirkede i Alfred Hitchcocks sidste film, De fordømte (1976). Hun var i over 100 film. En af hendes mest roste præstation i de seneste år er House of 1000 Corpses (2003).
Hun var også en sanger, dels i filmen Nashville (1975), hvor hun sang tre selvkomponerede sange, og dels i Scientologykirkenes musikprojekt Road to Freedom, hvor hun medvirkede i "The ARC Song".
Black døde i 2013 af kræft.

## Filmografi (udvalg)
- Invasion fra rummet (1986)
- James Dean længe leve (1982)
- Græsset synger (1981)
- Family Plot - den enes død (1976)
- Airport 75 (1974)
- Den store Gatsby (1974)
- Alexanders stående problem (1972)
- Narkoforhandleren (1971)
- Sømmet i bund (1971)
- Fem lette stykker (1970)
- Easy Rider (1968)